# Venus vor Gericht
Venus vor Gericht ist ein deutscher Spielfilm von Hans H. Zerlett aus dem Jahr 1941. Der Propagandafilm versuchte, das Thema der Entarteten Kunst aus Sicht des Nationalsozialismus darzustellen.
Es handelt sich um einen Vorbehaltsfilm der Friedrich-Wilhelm-Murnau-Stiftung. Er gehört damit zum Bestand der Stiftung, ist nicht für den Vertrieb freigegeben, und darf nur mit Zustimmung und unter Bedingungen der Stiftung gezeigt werden.

## Handlung
Der Bildhauer Peter Brake, ein früher Anhänger des Nationalsozialismus, ist ein Gegner der modernen Kunst, die er für entartet hält. Um ein Zeichen zu setzen, schafft er eine Venus-Statue im Stil der griechischen Antike und vergräbt sie im Wald. Als sie im Jahr 1930 ausgegraben wird, hält man sie für eine zweitausend Jahre alte, antike Statue, die als sogenannte Venus vom Acker im Berliner Hinterzimmer des jüdischen Kunsthändlers Benjamin Hecht landet. Dieser sorgt dafür, dass sie vom Minister flugs für das Museum angekauft wird, was auch damit zu tun hat, dass der Minister dem jüdischen Händler als Abnehmer pornographischer Mappen verbunden ist. Dies versetzt den jungen Bildhauer Brake in Aufruhr.
Brake erklärt vor Gericht, dass er der Schöpfer der Statue sei, aber man glaubt ihm nicht und will ihn des Meineids überführen. Die Einzige, die die Wahrheit bezeugen könnte, ist die junge Frau, die Peter für die Figur Modell gestanden hat. Doch da diese inzwischen mit einem Bürgermeister verheiratet ist, will ihr Peter keine Schwierigkeiten bereiten und schweigt. Erst als sie von dem Prozess erfährt, macht sie eine Aussage.

## Hintergrund des Films
In dem im Jahr 1930, also zur Zeit der von den Nationalsozialisten verhassten Weimarer Republik, spielenden Film, drei Jahre vor der „Machtergreifung“ durch die Nationalsozialisten, werden Werke der „Entarteten Kunst“ gezeigt; Otto Freundlichs Kopf (1925), die Plastik Tänzerin von Marg Moll (1930) sowie Gemälde von Ernst-Ludwig Kirchner, Erich Heckel und Wassily Kandinsky, die sich in den Depots des NS-Regimes befanden, zuvor als artfremd beschlagnahmt und im Jahr 1937 in der Ausstellung Entartete Kunst gezeigt wurden. Die verloren geglaubten Skulpturen Kopf und Tänzerin wurden 2010 beim Berliner Skulpturenfund im Trümmerschutt wiederentdeckt.
Brake fungiert im Film als Alter Ego des NS-Vorzeigekünstlers Arno Breker. Er wird als „Provokateur einer neuen Kunst“ dargestellt, der versucht, mit einer vergrabenen Skulptur „dem verlotterten Kunstgeschmack seiner Zeit einen Streich zu spielen.“ In seiner Verteidigungsrede vor Gericht klagt er die Moderne Kunst an:

„Heute verherrlicht man nicht mehr den schönen Körper, sondern den hässlichen, man geht neue Wege in der Kunst, wenn man eine Frau als Gorillaweibchen darstellt – das ist modern, das ist geistvoll, das bringt einen Namen und vor allen Dingen Geld.“

Darüber hinaus transportiert der Film auch andere Stereotype dessen, was die Nationalsozialisten als Kampfzeit bzw. System sahen: In einer Szene wird Brake vom Gerichtsvollzieher besucht. Als dieser in Brakes Atelier eine Hakenkreuzfahne sieht, zieht er ab, ohne etwas gepfändet zu haben; beim Abschied hebt er lächelnd die Hand zum Hitlergruß.

## Rezeption
Der Film erhielt das Prädikat „volkstümlich wertvoll“.
2012 wurde der Film im Rahmen der Ausstellung Verschollene Moderne des Museum für Kunst und Gewerbe Hamburg gezeigt.
Erwin Leiser zählt Venus vor Gericht mit Karl Ritters Über alles in der Welt, Gustav Ucickys Heimkehr und Arthur Maria Rabenalts … reitet für Deutschland zu den Filmen des Jahres 1941, in denen Juden zwar als Gegenspieler der Helden vorkommen, aber nur mehr als ungefährliche Randfiguren und nicht, wie noch 1940, als gefährliche Untermenschen (so in Die Rothschilds, Jud Süß und Der ewige Jude).
Catrin Lorch schrieb anlässlich der Neuaufführung des Films 2012 in der Süddeutschen Zeitung:

„Es ist „nicht ganz richtig, wenn man die unlustige Komödie als flankierende Propaganda oder gar als Rechtfertigung der ungeheuren Kampagne Entartete Kunst versteht. […] Der Film Venus vor Gericht packt da nur die Verfolgung der Nazis während der frühen dreißiger Jahre auf die schon längst erfolgreich verzerrte Kunstgeschichte drauf. Und anders als beispielsweise die Filme von Leni Riefenstahl, in denen sich Körperkult und verstockte Modernität des Faschismus manifestieren, ist der so dumpf Täter und Opfer vertauschende Film – schließlich war es ja erst der Kunstgeschmack des Dritten Reiches, der aus Malerei und Plastik Delikte machte – nur ein kulturelles Zeitzeugnis.“